# American Ultra
Pour plus de détails, voir Fiche technique et Distribution.
American Ultra (Hyper agent américain au Québec) est un film américain, du genre comédie d’action, réalisé par Nima Nourizadeh et sorti en 2015.
Le film débute alors que la vie paisible et sans ambition de Mike Howell (Jesse Eisenberg) avec sa petite amie Phoebe (Kristen Stewart) se retrouve soudainement chamboulée. À sa grande surprise, il est en fait un agent dormant surentrainé dont la mémoire a été effacée. En un clin d’œil, son passé refait surface et il se retrouve au milieu d’une opération gouvernementale visant à l’éliminer. Il va alors devoir faire appel à ses capacités insoupçonnées d’agent secret pour survivre.

## Synopsis
Mike Howell est un stoner qui vit dans la petite ville endormie de Liman, en Virginie-Occidentale, avec sa petite amie de longue date, Phoebe Larson. Il travaille comme commis de dépanneur. Il envisage de proposer un voyage à Phoebe à Hawaï, mais il est incapable de monter à bord de l'avion, car il souffre d'attaques de panique intenses chaque fois qu'il essaie de quitter la ville et ne comprend pas pourquoi Phoebe le supporte.
À Langley, en Virginie, l'agent de la CIA Victoria Lasseter reçoit un avertissement codé indiquant que Mike, le seul survivant de son programme "Wiseman" Ultra, doit être éliminé par son rival, Adrian Yates, et ses agents "Toughguy" similaires. Se sentant le devoir de protéger Mike, Lasseter se rend à Liman et "active" ce dernier à travers une série de mots de code. Mike ne comprend pas leur signification et part dans une frustration résignée.
Mike trouve deux hommes interférant avec sa voiture et est attaqué, mais son entraînement s'active et il les tue à l'aide d'une cuillère avec leurs propres armes. Il appelle Phoebe, qui le rejoint juste au moment où le shérif Watts arrive. Yates envoie deux agents Toughguy, Laugher et Crane, pour tuer Mike et Phoebe au poste du shérif, mais ils échappent à Laugher et tuent Crane avant de se sauver au domicile du trafiquant de drogue de Mike, Rose. Mike devient énervé par un éventail de faits qu'il connaît soudainement concernant la stratégie militaire. Il se rend également compte qu'il a très peu de mémoire avant de vivre dans la ville avec Phoebe, se demandant à haute voix pourquoi il n'a jamais remis cela en question auparavant.
Yates met la ville en quarantaine et publie les photos de Lasseter et Mike dans les nouvelles locales. Lasseter convainc son ancien assistant, Petey Douglas, de lui larguer une arme à l'aide d'un drone. Yates le découvre et menace d'accuser Petey de trahison. Yates attaque alors la maison de Rose avec deux Toughguys en utilisant un gaz mortel. Les agents tuent Rose et ses deux gardes, Big Harold et Quinzin, avant que Mike et Phoebe ne tuent les assaillants et qu'elle sauve Mike du gaz, qu'elle connaît bien. Lorsqu'on lui a demandé des réponses sur sa connaissance du gaz, Phoebe révèle à contrecœur qu'elle était un agent de la CIA chargé d'être le gestionnaire de Mike, le laissant le cœur brisé.
Laugher tend une embuscade au duo et capture Phoebe. Mike est secouru par Lasseter et insiste pour retourner chez lui. Elle lui dit qu'il s'est porté volontaire pour Wiseman en raison de son casier judiciaire et que ses souvenirs ont ensuite été effacés. Il apprend également que Phoebe devait l'installer à Liman puis partir, mais a choisi de rester parce qu'elle est vraiment tombée amoureuse. Lasseter explique que ses crises de panique, y compris sa peur de quitter la ville, ont été implantées pour assurer sa sécurité.
L'agent de liaison de l'armée de Yates, Otis, rejoint un Toughguy pour attaquer la maison de Mike. Mike et Lasseter les tuent, incitant Yates à ordonner une frappe de drone sur tout le bloc. Petey annule l'attaque du drone à la dernière minute, puis rapporte secrètement la situation au supérieur de Yates, Raymond Krueger.
Mike contacte Yates et s'arrange pour s'échanger contre Phoebe dans une épicerie locale. Il attaque le magasin, tuant ou neutralisant plusieurs Toughguys avant de combattre et de vaincre Laugher, qu'il épargne quand Mike apprend qu'il est un homme mentalement déséquilibré qui a été enrôlé de force par Yates. Phoebe s'échappe de Yates lorsque Lasseter l'attaque, mais Krueger arrive et l'arrête.
Phoebe et Mike quittent le magasin sous la menace de plusieurs agents des forces de l'ordre, comme il le lui propose.
Dans une zone boisée, Krueger a Yates et Lasseter ligotés et agenouillés. Yates soutient que ce qu'il faisait aurait été d'accord avec Krueger, malgré la mort d'innocents, si les résultats avaient été couronnés de succès, et Krueger est d'accord. Yates sourit d'un air suffisant et se lève, Krueger l'exécute pour son échec. Krueger admet à Lasseter que c'est lui qui l'a informée du plan de Yates par courtoisie, mais il ne s'attendait pas à ce qu'elle intervienne. Elle souligne qu'en battant dix-sept Toughguys, Mike est la preuve du succès du programme Wiseman et est un atout potentiellement précieux.
Six mois plus tard, gérés par Lasseter et Petey, Mike et Phoebe sont à Manille, confiants et heureux ensemble alors qu'ils effectuent une mission de la CIA.

## Fiche technique
Sauf indication contraire, les informations mentionnées dans cette section peuvent être confirmées par la base de données cinématographiques IMDb,  présente dans la section « Liens externes ».
- Titre original : American Ultra
- Réalisation : Nima Nourizadeh
- Scénario : Max Landis
- Direction artistique : Richard Bridgland
- Décors : Jon Danniells
- Costumes : David C. Robinson
- Photographie : Michael Bonvillain
- Montage : Andrew Marcus
- Musique : Marcelo Zarvos (en)
- Production : David Alpert, Anthony Bregman, Kevin Scott Frakes, Britton Rizzio et Raj Brinder Singh
- Producteurs délégués : Ray Angelic, Steffen Aumueller, Robert Ogden Barnum, Jonathan Gardner, Zülfikar Güzelgün, Buddy Patrick, Eyal Rimmon et Gideon Tadmor
- Coproducteur : Mark Fasano
- Sociétés de production : PalmStar Media, The Bridge Finance Company, Circle of Confusion, Likely Story et Merced Media Partners
- Sociétés de distribution : Lionsgate (États-Unis), Elevation Pictures (Canada), Metropolitan Filmexport (France)
- Pays d'origine :  États-Unis
- Langue originale : anglais
- Format : couleur
- Genre : comédie d'action
- Dates de sortie[1] : 
  - États-Unis et Canada : 21 août 2015
  - France : 19 août 2015
- Classification : Film tous public avec avertissement lors de sa sortie en France

## Distribution

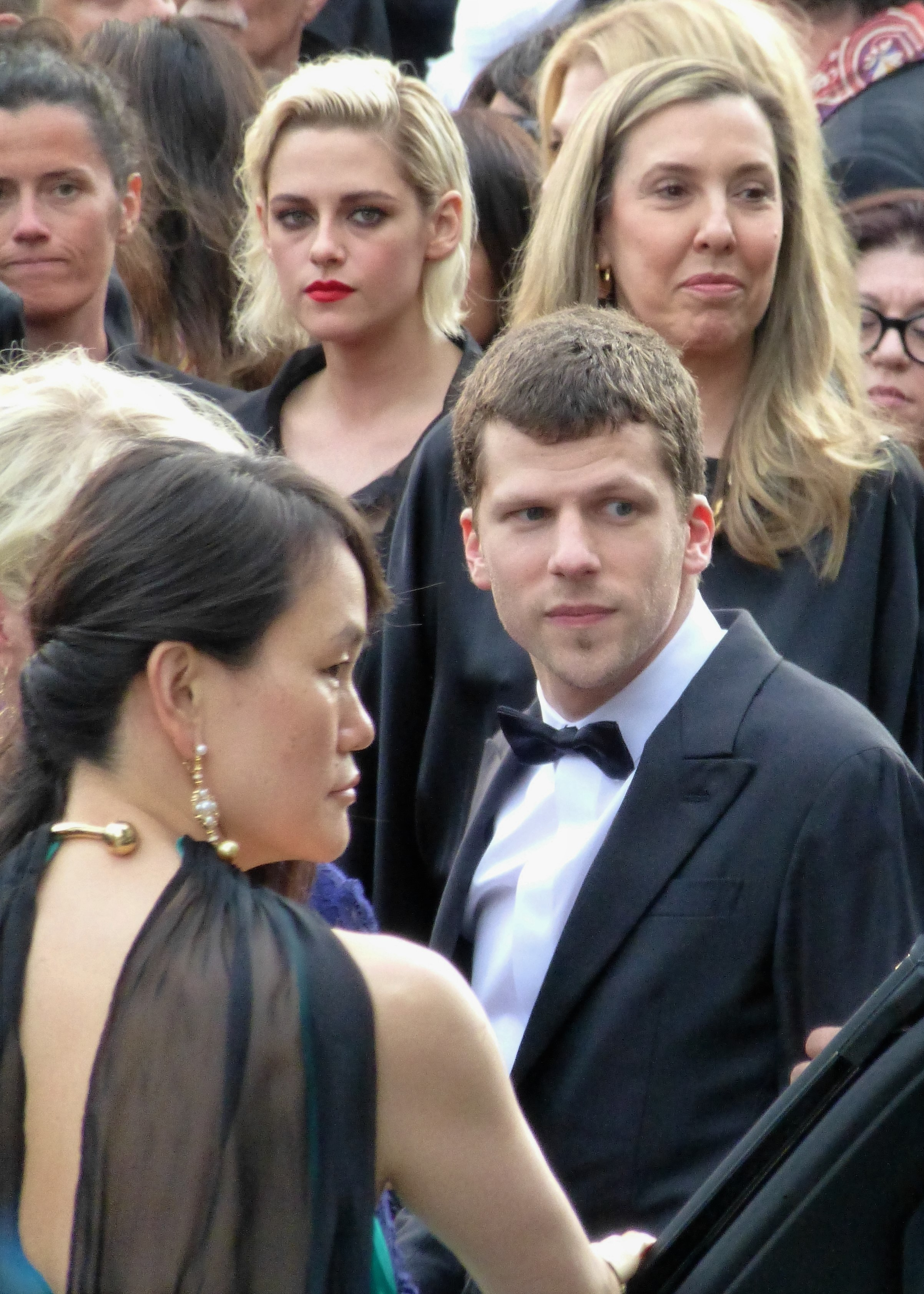
Les acteurs principaux Kristen Stewart et Jesse Eisenberg au Festival de Cannes 2016.

- Jesse Eisenberg (VF : Donald Reignoux ; VQ : Nicolas Savard L'Herbier) : Mike Howell
- Kristen Stewart (VF : Noémie Orphelin ; VQ : Annie Girard) : Phoebe Larson
- Topher Grace (VF : Alexandre Gillet ; VQ : Gabriel Lessard) : Adrian Yates
- Connie Britton (VF : Juliette Degenne ; VQ : Marie-Andrée Corneille) : Victoria Lasseter
- Bill Pullman (VF : Renaud Marx ; VQ : Marc Bellier) : Raymond Krueger
- John Leguizamo (VF : Bernard Gabay ; VQ : Yves Soutière) : Rose
- Tony Hale (VF : Nessym Guetat) : agent Peter Douglas
- Walton Goggins (VF : Mathias Kozlowski) : Rieur
- Monique Ganderton (en) : Crane
- Stuart Greer (VF : Paul Borne) : shérif Bernie Watts
- Michael Papajohn : Otis
- Lavell Crawford : Big Harold
- Nash Edgerton : Beedle
- Rachelle Wulff (VQ : Mélanie Laberge) : journaliste CNN

source VQ sur doublagequebec; Vf sur RS Doublage

## Production

### Tournage
Le tournage a eu lieu en Louisiane (La Nouvelle-Orléans, St. James Parish, Covington, Raceland, Lutcher, Gramercy, Houma, Norco, Kenner, Metairie, Hammond, Harahan).